# Humboldtstraße 75 (Mönchengladbach)

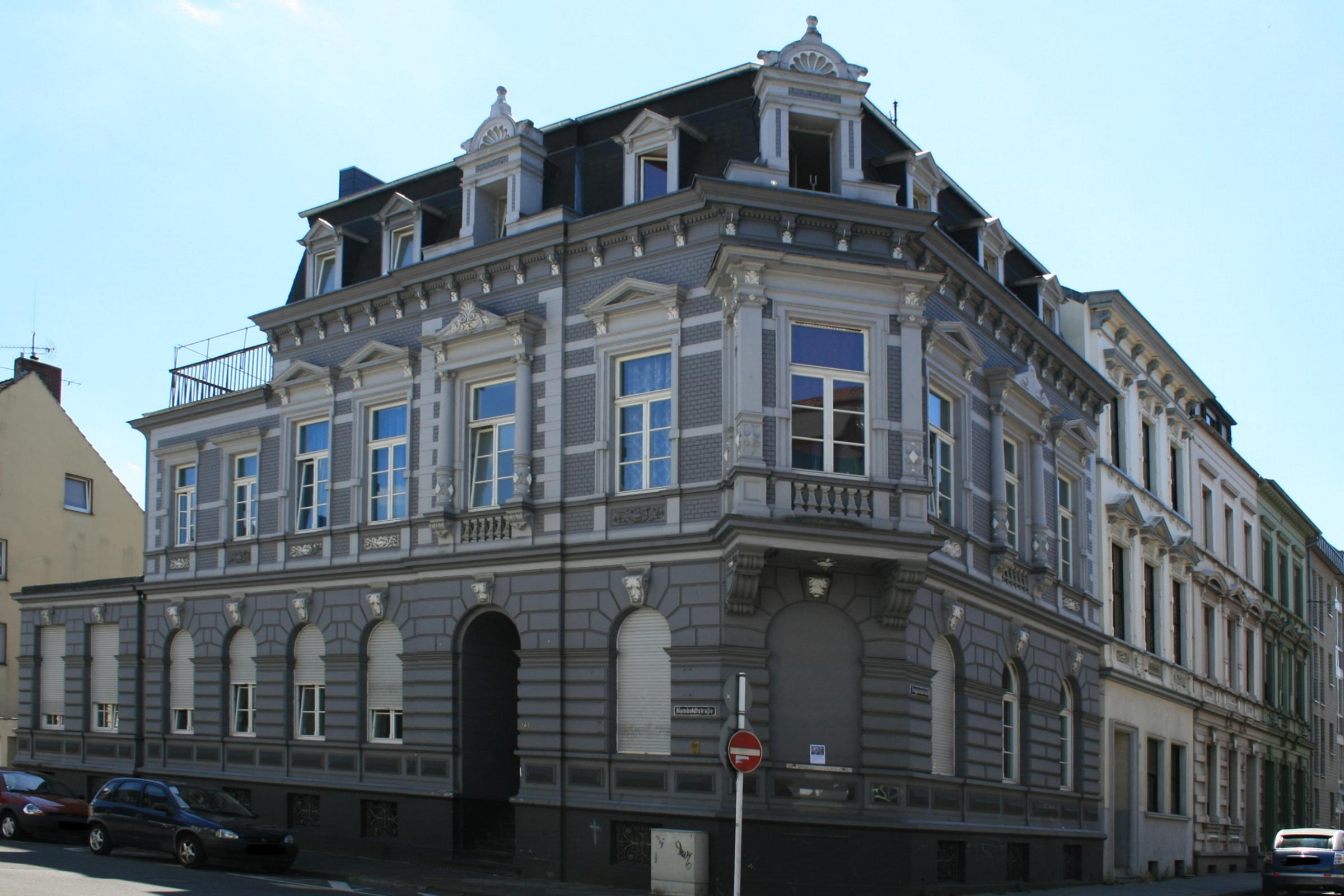
Wohnhaus (2010)

Das Wohnhaus Humboldtstraße 75 steht in Mönchengladbach (Nordrhein-Westfalen).
Das Gebäude wurde Ende des 19. Jahrhunderts erbaut. Es wurde unter Nr. H 004  am 4. Dezember 1984 in die Denkmalliste der Stadt Mönchengladbach eingetragen.

## Architektur
Das zweigeschossige Mehrfamilienhaus hat ein zu Wohnzwecken ausgebautes Mansarddachgeschoss. Zur Regentenstraße sind drei Fenster angeordnet, in der Fassade zur Humboldtstraße ist eine dreifach geschossweise abgetreppte Fassadengliederung vorhanden. Der Eckgestaltung wurde besondere Bedeutung verliehen durch Abschrägung der Ecke und auskragendem Erker im ersten Obergeschoss sowie einer besonderen Ziererkerform im Dachgeschoss.